# Vicegobernador
Un vicegobernador o gobernador encargado (frecuentemente, mal traducido al español como teniente de gobernador) es un funcionario de gobierno que suele ser el subordinado o el sustituto de un gobernador o gobernador general.

## Tenientes de gobernador en la América española
En la Hispanoamérica colonial, el teniente de gobernador era el funcionario que se hacía cargo del mando político y militar de una ciudad —dirigida por los alcaldes ordinarios de primer y segundo voto— y de su territorio jurisdiccional, campaña o distrito —vigilada en algunas partes por el alcalde de hermandad— dentro de una gobernación autónoma, y por ausencia del gobernador titular podría reemplazarlo en la misma como gobernador interino, siempre y cuando fuera nombrado también como teniente general, ya que en la gobernaciones autónomas había varios tenientes de gobernador de territorio específico, y por ello para diferenciarlos se los llamaba en conjunto como teniente de gobernador general.
También pueden llamarse tenientes de gobernador de provincia o de corregimiento determinado, y en este último se lo puede nombrar simplemente como teniente de corregidor. Estos dos últimos cargos no tenían adjudicado un territorio jurisdiccional y como era un único cargo remplazaban como interinos a los gobernadores titulares ausentes en el puesto.

## Australia
En Australia, el vicegobernador es el subordinado del gobernador de un estado, que actúa como el jefe de Estado y representante de rey Carlos III, similar al gobernador general del país entero. Si el gobernador no puede satisfacer sus deberes, el vicegobernador ejercerá su función en su ausencia. Y no tendrá ninguna otra función.

## Canadá
En Canadá, el vicegobernador es el representante del gobernador general de Canadá y, en última instancia, del jefe del Estado, el rey de Canadá Carlos III, en cada provincia. Será designado por el gobernador general, siguiendo el consejo del primer ministro, y después es nombrado por el rey.

## Estados Unidos
En los Estados Unidos de América, un vicegobernador suele ser el segundo puesto político en importancia en algunos estados debajo del gobernador. De sus 50 estados, 43 poseen una oficina a tiempo completo separada para el vicegobernador. En la mayoría de los casos, el vicegobernador es el más alto oficial del estado justo después del gobernador, sustituyendo a este último cuando se encuentra ausente del estado o incapacitado temporalmente. En caso de que el gobernador muera, dimita o sea removido de su puesto, el vicegobernador pasa finalmente a ser el gobernador. En algunos estados, sin embargo, tal como en Massachusetts, el vicegobernador se convierte en gobernador interino hasta la siguiente elección.
En 25 estados, el gobernador y el vicegobernador son elegidos en la misma boleta, asegurando que ambos vienen del mismo partido político. En los 18 estados restantes, son elegidos por separado y, de esta forma, pueden provenir de partidos distintos. Frecuentemente, el vicegobernador es también el presidente de la cámara alta en la legislatura del estado (a menudo llamada el Senado). (Esto refleja el rol federal del Vicepresidente de los Estados Unidos como Presidente del Senado).
La cantidad de poder político de un vicegobernador es distinta en cada estado. Hay algunos estados que no tienen vicegobernador.

## Argentina
En Argentina el vicegobernador es quien reemplaza al gobernador de la provincia en caso de ausencia, muerte o destitución, son representantes del Poder Ejecutivo, no obstante son los presidentes de las Legislaturas provinciales (Poder Legislativo).

## Perú
En Perú el vicegobernador es quien reemplaza al gobernador de la región en caso de ausencia, muerte o destitución, son representantes del Poder Ejecutivo.